# دکیتر (ویسکانسین)
دکیتر (به انگلیسی: Decatur) یک شهرک در ایالات متحده آمریکا است که در شهرستان گرین، ویسکانسین واقع شده‌است. دکیتر ۸۹٫۱ کیلومتر مربع مساحت و ۱٬۶۸۸ نفر جمعیت دارد و ۲۶۸ متر بالاتر از سطح دریا واقع شده‌است.